# (131697) 2001 XH255
(131697) 2001 XH255 est un objet transneptunien en résonance 4:5 avec Neptune.

## Caractéristiques
2001 XH255 mesure environ 92 km de diamètre.

## Orbite
L'orbite de 2001 XH255 possède un demi-grand axe de 34,953 ua et une période orbitale d'environ 207 ans. Son périhélie l'amène à 32,384 ua du Soleil et son aphélie l'en éloigne de 37,521 ua. Il possède une résonance 4:5 avec Neptune.

## Découverte
2001 XH255 a été découvert le 11 décembre 2001.